# ワガノワ・バレエ・アカデミー
ワガノワ・バレエ・アカデミー（英語: Vaganova Academy of Russian Ballet、ロシア語: Академия русского балета имени А. Я. Вагановой）は、ロシアのサンクトペテルブルクにあるクラシック・バレエ学校である。ワガノワ・バレエ学校とも呼ばれる。女帝アンナの治世であった1738年に設立され、帝政ロシアでは帝室バレエ学校と呼ばれていた。ロシア革命によりソ連が成立すると一時閉鎖されたが後にレニングラード州立振付学校として再編された。その後、1957年に1920年代後半から同校で教授法の確立に尽力したアグリッピナ・ワガノワを記念して、校名にその名が冠せられるようになった。世界の一線級バレエ学校の中には、教授法にワガノワ・メソッドの要素を取り入れているところも多い。
ワガノワ・バレエ・アカデミーは、世界でも屈指のバレエ団の1つであるマリインスキー・バレエの付属校でもある。卒業生は、ボリショイ・バレエやロイヤル・バレエ、アメリカン・バレエ・シアター、ミハイロフスキー・バレエなど、世界中のバレエ団やダンス・カンパニーに所属している。

## 歴史
1738年5月4日、女帝アンナの勅命により、フランス人バレエ・マスターのジャン＝バティスト・ランデを監督に迎えて帝室舞踊学校として設立された。一期生は男子・女子それぞれ12名で、サンクトペテルブルクの冬宮殿の空き部屋を用いて指導が行われた。帝室舞踊学校の設立はロシア初の職業バレエ団を立ち上げることを目的としており、後に卒業生らによりロシア帝室バレエ団が創設されて、本校も帝室バレエ学校と呼ばれるようになった。

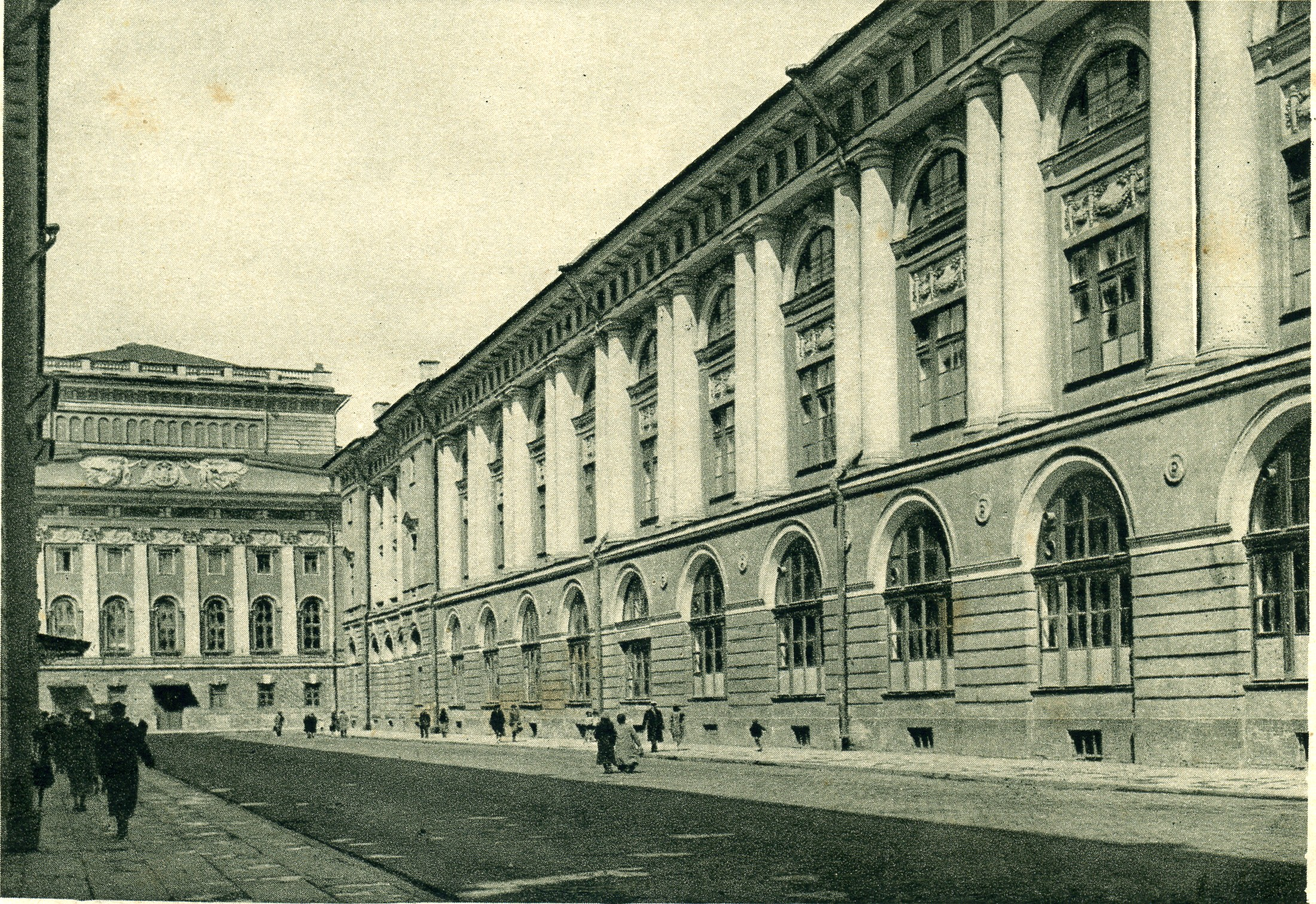
20世紀初頭のロッシ通り2番地

フランツ・ヒルファーディンクやジョバンニ・カンジャンニといった初期の教員のほぼ全員が西欧出身で、イヴァン・ヴァルベルグが最初のロシア人教師であった。バレエがヨーロッパで隆盛した後、オーギュスト・ブルノンヴィルの教え子であるクリスティアン・ヨハンソンが伝えたブルノンヴィル・メソッドや、エンリコ・チェケッティ、ピエリーナ・レニャーニ、カルロッタ・ブリアンツァによるイタリア式指導法など、さまざまなバレエ教師や指導法の影響を受けながら発展し、19世紀にはシャルル・ディドロ、ジュール・ペロー、アルテュール・サン＝レオン、レフ・イワノフ、マリウス・プティパやミハイル・フォーキンといったダンサーやバレエ・マスターが指導した。
1836年以来、サンクトペテルブルクのロッシ通り2番地に校舎を構えている。ロシア革命後はソビエト政府により帝室バレエ学校は閉鎖されたが、後にレニングラード州立振付学校として再開された。また、ロシア帝室バレエ団も解散され、ソビエト・バレエとして再編された。ソビエト・バレエは1938年に暗殺されたセルゲイ・キーロフを記念してキーロフ・バレエに改称され、ソ連崩壊後にはマリインスキー・バレエとなったが、西欧のバレエファンの間では旧ソ連時代のキーロフ・バレエの名が広く浸透しており、国際ツアーでは未だにキーロフ・バレエの名を用いている。

## ワガノワ

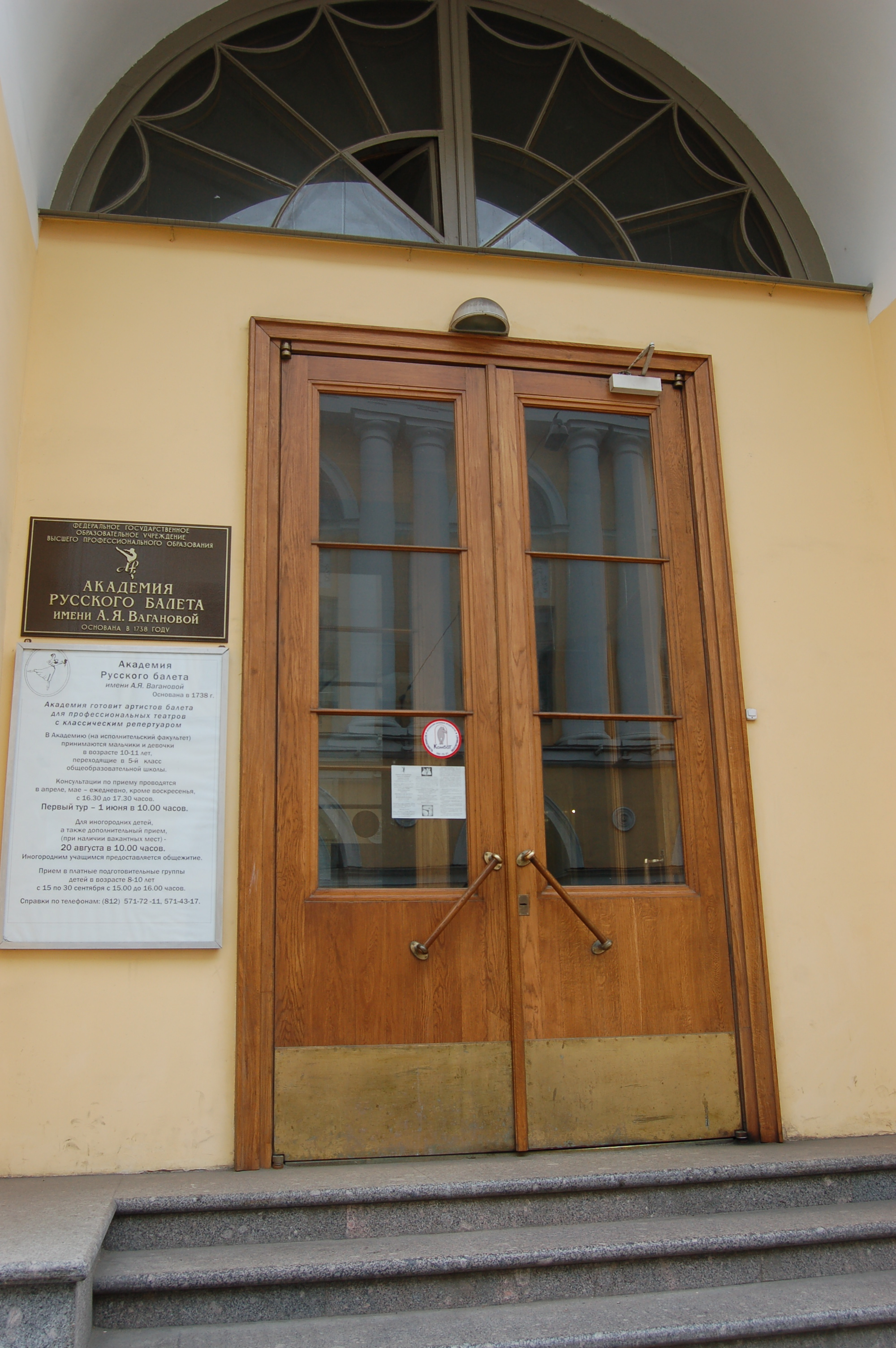
正面玄関

アグリッピナ・ワガノワは、現代ロシアのバレエに最も顕著な発展をもたらした人物とされる。ワガノワは1897年に帝室バレエ学校を卒業して帝室バレエ団に入団したが、当時はアンナ・パヴロワやマチルダ・クシェシンスカヤが人気を集めており舞台に恵まれなかったこともあってバレエ教師として身を立てることを決意してロシア革命直前の1916年にダンサーを引退した。革命により帝室バレエ学校が閉鎖されてしまったため、ワガノワは私立のロシア・バレエ学校で教職に就き、1920年にレニングラード州立振付学校として復活した母校に戻った。ワガノワはバレエ教師として大いに名を挙げ、自らが確立した教授法をまとめた著書「クラシックバレエの基礎」が特に有名である。
ワガノワはマリナ・セミョーノワやガリーナ・ウラノワ、イリーナ・コルパコワ、ナタリア・ドゥジンスカヤといったバレエ史に名を残す数々の名ダンサーを育て上げ、その功績が認められてその死から6年後の1957年に校名にワガノワの名が冠せられることになった。校名にはさまざまな表記があるが、英語圏における正式な校名はワガノワ・バレエ・アカデミー（Vaganova Ballet Academy）とされている。

## 現在

### 概要
ワガノワ・バレエ・アカデミーには、275年を超える歴史がある。生徒数は300名を超えるが、入学や在籍については他のバレエ学校と同様に極めて狭き門であり、毎年3,000人以上の入学希望者がオーディションを受けるのに対して入学が認められるのは約60人である。生徒はさらにそこから毎年評価により選抜され、最終的にすべての課程を修了して卒業するのは25人ほどである。本校には約75名のダンス教師の他、30人のピアノ教師、40人の教師（中等教育など学術教育を担当）、40人の伴奏者が在籍している。校長はニコライ・ツィスカリーゼで、芸術監督はザンナ・アユポワである。

### オーディション
オーディションは6月から始まり、入学希望者は10歳からオーディションを受けることが求められる。
オーディションのプロセスは、以下の3セクションに分かれている。
- 適性評価：候補者のプロポーション、ジャンプの高さ、ターンアウトの程度、全体的な容姿などを評価する。
- 身体検査：候補者の生理学的可能性（ダンサーとして好ましい体格に成長するかどうか）を評価するため、専門医による検査を行う。
- 芸術性評価：候補者の音楽性、リズム感、音感、運動協調性、芸術的才能を評価する。

### トレーニング
生徒は、ダンス・トレーニングだけでなく、中等教育やフランス語、ピアノ・レッスンについても学ぶ。年次が進むにつれてプログラムはより集中的になり、進度に応じてカリキュラムに新しい科目が追加されていく。初年度はクラシック・バレエと古典舞踊を学び、4年次にはキャラクター・ダンス、6年次にはパ・ド・ドゥとマイムに進む。8年次の終わりには、すべての生徒がマリインスキー劇場で行われる卒業ガラ公演に出演する。特に優秀な生徒にはマリインスキー・バレエから入団契約をオファーされることもあるが、多くの生徒はボリショイ・バレエやロイヤル・バレエ、アメリカン・バレエ・シアターなどといった大手の有名カンパニーを含む、ロシアおよび世界のバレエ団に活躍の場を求めて卒業していく。

## 著名な出身者
- アルティナイ・アスィルムラートワ
- ジョージ・バランシン
- ミハイル・バリシニコフ
- アレクサンドラ・ダニロワ
- ナタリア・ドゥジンスカヤ
- ミハイル・フォーキン
- エリザベータ・ゲルト
- ユーリー・グリゴローヴィチ
- タマーラ・カルサヴィナ
- イリーナ・コルパコーワ
- マチルダ・クシェシンスカヤ
- ナタリア・マカロワ
- ブロニスラヴァ・ニジンスカ
- ヴァーツラフ・ニジンスキー
- ルドルフ・ヌレエフ
- アンナ・パヴロワ
- ファルフ・ルジマートフ
- マリナ・セミョーノワ
- ウラジーミル・シクリャローフ
- アリーナ・ソーモワ
- オリガ・スペシフツェワ
- ガリーナ・ウラノワ
- ディアナ・ヴィシニョーワ
- スヴェトラーナ・ザハーロワ
- イーゴリ・ゼレンスキー
- オリガ・スミルノワ